# Dimeria stapfiana
Dimeria stapfiana là một loài thực vật có hoa trong họ Hòa thảo. Loài này được C.E.Hubb. ex Pilg. mô tả khoa học đầu tiên năm 1940.